# پای ورزشکاران

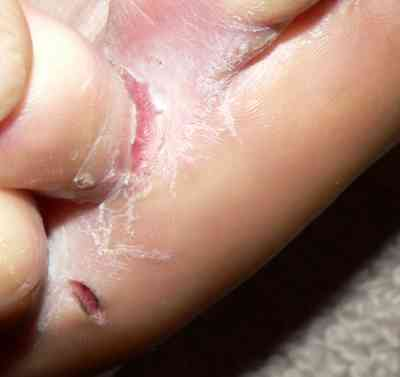
بیماری قارچی

پای ورزشکاران نوعی بیماری قارچی است که در پا دیده می‌شود.
شایعترین محلی که توسط درماتوفیتها مبتلا می‌شوند پاها هستند. این بیماری در جوانی و میانسالی و در مردان بالغ بیشتر دیده می‌شود. همچنین درصد ابتلا در سنین قبل از بلوغ پایین است.

## عوامل زمینه‌ساز
پوشیدن طولانی مدت کفش و پوشیدن کفشهای نامناسب که باعث گرم شدن زیاد پا و تعریق پا می‌شوند باعث رشد قارچها در روی پوست پا می‌شوند. کف رختکن‌ها و حمام‌های عمومی دارای المان‌های قارچی است که موجب تماس مکرر پا با عامل آلوده‌کننده می‌گردند.

## انواع تظاهرات پوستی
ممکن است تینه آی پاالگوی کلاسیک کچلی (Ringworm) را نشان دهد ولی در اغلب موارد در پره‌های بین انگشتان پا یا کف پا ایجاد می‌گردد. این بیماری دارای سه الگوی کلاسیک کلینیکی می‌باشد که عبارتند از:
- تینه آی بین انگشتان پا*عفونت مزمن پوسته دهنده کف پا* تینه آی حاد وزیکولی پا

### تینه آی بین انگشتان پا(Inter digital tinea pedis)
شایعترین مکان گرفتاری پره بین انگشت چهارم و پنجم است ولی می‌تواند تمام انگشتان پا را نیز درگیر کند. پوشیدن کفش تنگ با فشرده کردن انگشتان پا به هم و ایجاد یک محیط گرم و مرطوب، محیط مناسبی برای رشد قارچهای پوستی فراهم می‌سازد. در این نوع درگیری پره‌های بین انگشتان پا دچار خشکی، پوسته ریزی، ترک دار و سفید رنگ می‌شوند و بعد از درآوردن کفش یا جوراب به شدت دچار خارش می‌گردند. رشد بیش از حد باکتری‌ها در این محل می‌تواند باعث اضافه شدن عفونت باکتریایی به منطقه نیز گردد. گاهی درگیری پوست به خارج از پره‌های بین انگشت گسترش می‌بابد و کچلی مزمن با حاشیه پیشرونده و پوسته ریز یا بثورات پوستی حا د و وزیکولر ایجاد نماید.
عفونت قارچی ناخن (Onycomycosis) ممکن است همراه با تینه آی پا رخ دهد.

### عفونت مزمن پوسته دهنده کف پا(Hypercratotic plantar)
نام دیگر آن تینه آ پدیس نوع موکاسین (moccasin) است. شکل مزمن تینه آ پدیس است که معمولاً به درمان مقاوم است. بیشتر اوقات تمام کف پای مبتلا با پوسته‌های سفید نقره‌ای پوشیده می‌شود. پوست مبتلا صورتی رنگ، ترکدار و خارشدار است. دست‌ها هم ممکن است گرفتار شوند.

### تینه آی حاد وزیکولی پا
فرم التهابی شدید است که از عفونت مزمن بین انگشتان پا منشأ می‌گیرد. وزیکولهایی به سرعت بر روی کف پا یا پشت پا ایجاد می‌گردند. گاهی وزیکول‌ها به هم می‌پیوندند و بول‌هایی به شکل تجمع مایع در زیر پوسته‌های ضخیم کف پا ایجاد می‌کنند. عفونت ثانویه باکتریال ممکن است به این فرم اضافه شود.

## واکنش اید
بروز ثانویه گروهی از وزیکولها در همان محل قبلی بیماری یا در سایر محلهای بدن است که به علت واکنش آلرژیک نسبت به قارچ به وقوع می‌پیوندد. وزیکولهای ایجاد شده در واکنش اید استریل و خارش دار هستند.

## پیشگیری
عامل مساعدکننده در بروز و گسترش عفونت محیط گرم و مرطوب است. راه رفتن با پای برهنه بهترین راه برای مقابله با عفونت قارچی است. خشک نگهداشتن پا و استفاده نکردن از حوله مشترک نیز یکی از راه‌های جلوگیری از ابتلا است. استفاده از کفش و جوراب خشک و تمیز بهترین راه اجتناب از ابتلا به این بیماری است. همچنین شستشوی مرتب جورابها و خشک کردن آن‌ها نیز نقش زیادی در جلوگیری از بروز دارد.
برای جلوگیری از عود باید از کفشهای بزرگتر استفاده کرد. تکه‌ای پنبه یا پشم بین انگشتان پا قرار بگیرد. پودرهای جاذب رطوبت کفش استفاده گردند و جورابهای مرطوب تعویض شوند.

## مطالعات آزمایشگاهی
تست KOH برای اثبات وجود قارچ، به کار برده می‌شود. به خاطر مشکل در استفاده از این روش برای ضایعات بین انگشتان پا می‌توان از کشت ضایعه برای قارچ استفاده کرد.

## تشخیص‌های افتراقی
تینه آ پدیس با اگزما، پسوریازیس موضعی و درماتیت پا در تشخیص افتراقی قرار می‌گیرد.

## سیر بیماری و پروگنوز
پس از ایجاد بیماری در فرد و گاهی پس از درمان، شخص به حامل تبدیل می‌شود و احتمال عود بیماری در او بالا است. بیماران آتوپیک، بیشتر به عفونتها ی مزمن یا راجعه با تریکوفیتون روبروم مبتلا می‌شوند.

## درمان
۳۰ تا ۴۰ درصد موارد ابتلا بدون درمان دارویی نیز بهبود می‌یابند.
در درمان عفونتهای حاد و گسترده باید از ضد قارچهای خوراکی همراه با ضد قارچهای موضعی استفاده کرد.

### داروهای موضعی
بوتنافین، تربینافین و سرتاکونازول به صورت موضعی و روزانه دو مرتبه، به مدت دو تا چهار هفته استفاده می‌گردند. در درمان تینه آی حاد وزیکولی از پانسمان مرطوب با محلول بارو چند مرتبه در روز و هر بار ۳۰ دقیقه همراه با داروهای دیگر موضعی استفاده می‌گردد.

### داروهای خوراکی
لامیزیل به شکل ۲۵۰ میلیگرم در روز به مدت دو هفته استفاده می‌شود. اسپوراناکس ۲۰۰ میلی‌گرم دو بار در روز به مدت یک هفته یا دیفلوکان ۱۵۰ میلی‌گرم یک بار در هفته هم به کار می‌روند.

### درمان عفونت باکتریایی ثانویه
باید با آنتی‌بیوتیک مناسب خوراکی انجام گیرد و کشت نیز انجام شود.

### درمان واکنش اید
پانسمان سرد و مرطوب، استروئید‌های موضعی گروه ۵ و درصورت نیاز یک دوره کوتاه مصرف پردنیزولون. در درمان واکنش اید به‌طور همزمان از کرمهای موضعی ضد قارچ هم استفاده می‌شود.